# Nedotakljivo število
Nèdotakljívo števílo je v matematiki pozitivno celo število, ki se ga ne da zapisati kot vsoto pozitivnih pravih deliteljev kateregakoli celega števila, oziroma, če se enakost:
{\displaystyle \sigma ^{\star }(x)=n\!\,}
ne da izpolniti za nobeno naravno število x. Prva nedotakljiva števila so (OEIS A005114):
2, 5, 52, 88, 96, 120, 124, 146, 162, 188, 206, 210, 216, 238, 246, 248, 262, 268, 276, 288, 290, 292, 304, 306, 322, 324, 326, 336, 342, 372, 406, 408, 426, 430, 448, 472, 474, 498, 516, 518, 520, 530, 540, 552, 556, 562, 576, 584, 612, 624, 626, 628, 658, ...
Meni se, da je 5 edino liho nedotakljivo število in seveda s tem, poleg 2, tudi edino praštevilo, kar pa ni dokazano. Nobeno popolno število ni nedotakljivo, ker se ga lahko vedno izrazi vsaj kot vsoto njegovih pravih deliteljev.
Paul Erdős je dokazal, da je nedotakljivih števil neskončno mnogo.